# فرودگاه ترسوای
فرودگاه ترسوای (به انگلیسی: Suai Airport) یک فرودگاه همگانی با کد یاتا UAI است که یک باند فرود آسفالت دارد و طول باند آن ۱۰۵۰ متر است. این فرودگاه در کشور تیمور شرقی قرار دارد و در ارتفاع ۲۹ متری از سطح دریا واقع شده است.